# Токарева, Вера Михайловна
Ве́ра Миха́йловна То́карева — советский и российский кинорежиссёр и сценарист.

## Биография
Вера Михайловна Токарева родилась 3 ноября 1944 года в Ростове-на-Дону. В 1965 году окончила музыкально-педагогический факультет Краснодарского педагогического института, в 1973 году — режиссёрский факультет ВГИКа (мастерская Л. Кулешова). В 1974 году защитила диплом.

Работала в жанрах короткометражка, мюзикл и комедия.

## Фильмография

### Режиссёр
- 1981 — Брелок с секретом
- 1986 — Люби меня, как я тебя
- 2005 — Лу. Рождественская история

### Сценарист
- 2005 — Лу. Рождественская история